# The Charlatans (amerykański zespół muzyczny)
The Charlatans – pierwszy zespół psychedeliczny w historii muzyki popularnej.
Grupa została utworzona w 1964 roku w San Francisco. Jej członkowie zamieszkiwali dzielnicę Haight-Ashbury. Główne nurty muzyczne mające wpływ na twórczość zespołu to: jug band, country i blues.
Po zarejestrowaniu materiału dla wytwórni Kama Sutra w 1966 roku – który został wydany jako The Amazing Charlatans dopiero w 1996 roku – grupa przeżywała kłopoty organizacyjne przez trzy lata. Po tym czasie wydano album The Charlatans w 1969 roku. Krótko potem zespół rozpadł się. Działalność zespołu miała spory wpływ na wiele innych legendarnych kapel psychedelicznych tj. The Grateful Dead czy Big Brother & The Holding Company. Styl zespołu jest przykładem wczesnego brzmienia sceny San Francisco.